# Jacqueline Sterzik
Jacqueline Sterzik (* 21. August 1974 in Leipzig) ist eine deutsche Schriftstellerin.

## Leben und Werk
Jacqueline Sterzik wuchs in Leipzig und im thüringischen Bad Lobenstein auf. Im Alter von elf Jahren begann sie, Geschichten zu schreiben. Nach ihrem Studium der Soziologie und Journalistik an der Universität Leipzig und redaktioneller Mitarbeit bei diversen Regionalzeitungen absolvierte sie in Gera ein Volontariat bei der Ostthüringer Zeitung. Danach war sie lange als freie Journalistin für Print- und Online-Medien sowie als Lektorin tätig.
Im Jahr 2007 erschien ihr Debüt Mokka mit Sahne im fhl Verlag Leipzig. Zwei Jahre später folgte der Roman Unerreichbar nah. Nach einer zehnjährigen Familienphase veröffentlichte Sterzik 2019 einen weiteren Roman mit dem Titel Helenes Vermächtnis. Ihr aktuelles Werk Die Einsiedlerin – Briefe an Morrissey erschien 2024.
Mit ihrem Ehemann und dem gemeinsamen Sohn lebt sie in Mittelsachsen.

## Veröffentlichungen
- Mokka mit Sahne. Ein Geschichtenmosaik. Edition PaperONE, Leipzig 2007 (1. Aufl.) und fhl Verlag, Leipzig 2008 (2. Aufl.), ISBN 978-3-942025-00-3.
- Unerreichbar nah. Roman. fhl Verlag, Leipzig 2009, ISBN 978-3-942025-15-7.
- Helenes Vermächtnis. Roman. Independently published 2019, ISBN 978-1-6973-2248-4.
- Schuldisko und Westradio. Roman. Independently published 2022, ISBN 979-8-838-20719-7.
- Die Einsiedlerin – Briefe an Morrissey. Roman. Independently published 2024, ISBN 979-8302262097.

Beiträge in Anthologien:
- Sonja Ruf (Hrsg.): Casino Rosental. Ein Gemeinschaftsroman. Edition PaperONE, Leipzig 2008, ISBN 978-3-939398-89-9 (Mitarbeit).
- Die Pantoffeln. In: Henner Kotte (Hrsg.): Vorsicht, Autor! Texte von der Theke. FHL-Taschenbuch Verlag, Leipzig 2008, ISBN 978-3-941369-00-9.
- Das kurze Leben des Erfolg versprechenden Nachwuchsjournalisten Jakob von Trinitang. In: Sonja Ruf (Hrsg.): Plus Minus Null – was von der Arbeit übrig bleibt. FHL-Taschenbuch Verlag, Leipzig 2009, ISBN 978-3-941369-14-6.

## Belege
1. 1 2  Jacqueline Sterzik. Verband deutscher Schriftstellerinnen und Schriftsteller, Sachsen, abgerufen am 2. Juni 2022.

| Personendaten    | Personendaten             |
| ---------------- | ------------------------- |
| NAME             | Sterzik, Jacqueline       |
| KURZBESCHREIBUNG | deutsche Schriftstellerin |
| GEBURTSDATUM     | 21. August 1974           |
| GEBURTSORT       | Leipzig                   |